# Topo Gioia
Daniel „Topo“ Gioia (* 23. März 1952 in Rosario in Argentinien; † 15. April 2024 in Berlin) war ein argentinischer Perkussionist, der hauptsächlich Congas spielte und den Großteil seines Lebens in Berlin lebte und wirkte.

## Leben und Wirken
Gioia begann mit 15 Jahren, sich als Autodidakt mit Perkussion zu beschäftigen. 1973 migrierte er nach Spanien, wo er zwei Jahre in Madrid und Barcelona mit verschiedenen lateinamerikanischen Formationen auftrat. Ab 1977 lebte er in Berlin, wo er die Formation Ipanema gründete. Elf Jahre lang arbeitete er in unterschiedlichen Gruppen mit Hans Hartmann zusammen. Zudem begleitete er Lydie Auvray. Dann spielte er sechs Jahre lang mit dem afrobrasilianischen Tänzer Ismael Ivo, mit dem er in ganz Europa und Japan auftrat. Ab 1992 gehörte er zur Band von Jocelyn B. Smith; parallel arbeitete er mit der Akkordeonistin Cathrin Pfeifer. 1997 war er mit Steve Lacy auf USA- und Europatournee;  ab 2004 begleitete er Yvonne Catterfeld. Auch leitete er die Latin-Jazz-Band Pa'que. Des Weiteren trat er mit Charlie Eitner, John Newton, Giora Feidman, Lalo Schifrin, Mikis Theodorakis, Maria Farantouri und Ray Anderson auf. Auch ist er auf Alben von Hendrik Meurkens, Norbert Saric/Ernie Watts, Bajazzo sowie Experimenti Berlin zu hören.
Als Studiomusiker war Gioia an über 300 Alben beteiligt, etwa von Mezzoforte, Ronaldo Folegatti, Cora Frost, Manfred Krug, Barbara Thalheim, Daniel Puente Encina oder Klaus Hoffmann.
Gioia war aktives Gründungsmitglied des Trio del Sur gemeinsam mit Diego Romero und Carly Quiroz und Mitglied der Band Bolero Berlin. Er trat regelmäßig auch im Ausland als Trio mit der argentinischen Sängerin Lily Dahab und dem Pianisten Bene Aperdannier auf.
Ab 1999 war er zudem als Dozent für Perkussion an der Hochschule für Musik „Hanns Eisler“ Berlin tätig.
Am 15. April 2024 verstarb Gioia in Berlin an einem Herzinfarkt.

## Auszeichnungen
1988 wurde Daniel „Topo“ Gioia als bester Congaspieler des „Latin-Percussions-Wettbewerb“ in Deutschland ausgezeichnet.